# Anastasija Bräuniger

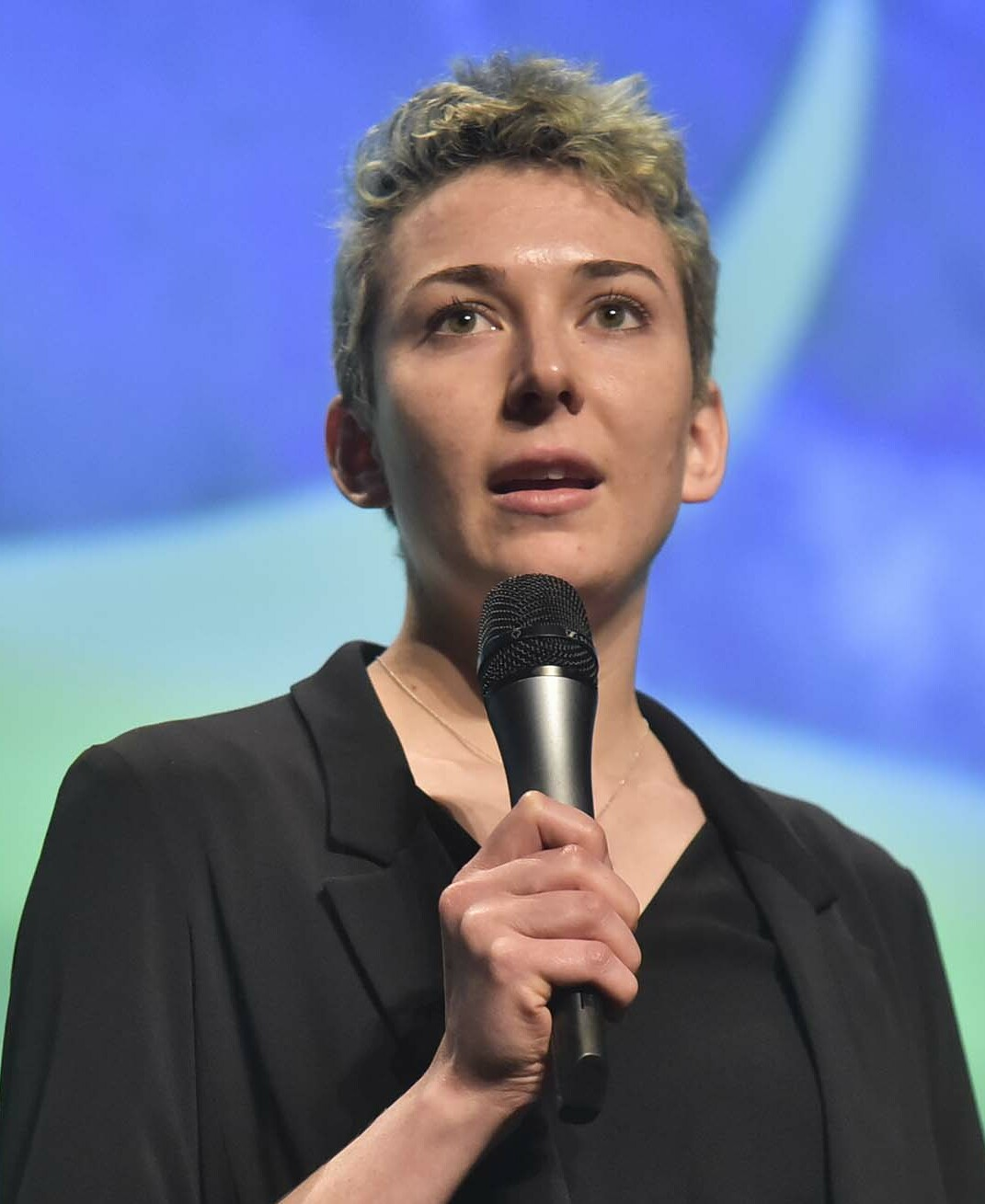
Anastasija Bräuniger (2017)

Anastasija Harrowna Bräuniger (* 30. September 1988 in Berlin) ist eine deutsch-russische Schauspielerin und Regisseurin.

## Leben
Anastasija Bräuniger wuchs in Moskau, im Vereinigten Königreich und in Deutschland auf.
2010 bis 2014 studierte sie Schauspiel an der Hochschule für Musik und Theater Rostock. 2013 erhielt sie das Ad Infinitum Stipendium und 2014 den Proskenion Nachwuchsförderpreis für Darstellende Kunst. Nach ihrem Diplomabschluss 2014 folgte ein Festengagement am Theater Heilbronn. Dort initiierte Anastasija auch eigene Projekte, u. a. die begehbare interaktive Installation Fluchtpunkt Berliner Platz und eine Ausstellung mit eigenen Bildern und Fotografien.
2016 begann sie ein Regiestudium an der Hochschule für Schauspielkunst Ernst Busch Berlin. Im gleichen Jahr gründete sie mit ihrer Kollegin Katharina Leonore Goebel das FLUGWERK Berlin – einer prozessorientierten Werkstattbühne in Berlin-Wedding, die sich mit der Öffnung künstlerischer Arbeitsprozesse in den Darstellenden Künsten für das Publikum beschäftigt. Dort übernahm sie die künstlerische Co-Leitung bis 2022.
Im Rahmen von sozialen Projekten u. a. in Zusammenarbeit mit der NGO SWISS4SYRIA und in Co-Autorschaft mit von Vertreibung betroffenen Kindern in Irakisch-Kurdistan und dem Libanon entstanden zwei Kurzfilme.
2020 gewann sie den Regienachwuchswettbewerb am Theater Erlangen für das mit Aktivisten aus Hongkong, Chile und dem Libanon entwickelte Projekt PROTEST4. Ihr Diplomprojekt Heterotopie Moria setzt sich mit Menschenrechtsverletzungen an den EU-Außengrenzen auseinander. 2022/2023 erhielt sie das Elsa-Neumann-Stipendium und ein Fellowship des Internationalen Theaterinstituts. 2024 wurde sie zum Internationalen Forum des Theatertreffens Berlin eingeladen.
Anastasija arbeitet als Schauspielerin und Regisseurin im Theater, Film und Fernsehen. Sie lebt in Rom und Berlin.

## Schauspieltätigkeit

### Schauspiel Film (Auswahl)
- 2022 Show me yours & I’ll show you mine (Kurzfilm) – Regie: Theresa Bergner
- 2018/19 FRAU STERN (Spielfilm) – Regie: Anatol Schuster[19]
- 2018/19 einfachMaria (Webserie) – Regie: Jan Hasenfuss und Anastasija Bräuniger[20]

### Schauspiel Theater (Auswahl)
- 2016 Don Quijote – Rolle: Antonia; Regie: Alejandro Quintana (Theater Heilbronn)[21]
- 2015 Leben des Galilei – Rolle Virginia; Regie: Esther Hattenbach (Theater Heilbronn)[22][23]
- 2015 Anne und Zef – Rolle: Anne Frank; Regie: Oliver Wronka (Theater Heilbronn)[24]
- 2015 Nur ein Tag – Rolle Eintagsfliege; Regie: Dirk Schirdewahn (Theater Heilbronn)[25]
- 2015 Don Karlos. Infant von Spanien – Rolle: Prinzessin Eboli; Regie: Axel Vornam (Theater Heilbronn)[26]
- 2014 Antigone – Rolle: Antigone; Regie: Johanna Schall (Theater Heilbronn)[27][28][29]

### Auszeichnungen / Nominierungen – Schauspiel
- 2019 Award Best Supporting Actress, Die Seriale[30]
- 2017 Nominierung Beste Nachwuchsschauspielerin, Filmfest München[31]
- 2014 Proskenion Nachwuchsförderpreis für Darstellende Kunst[32]
- 2013 Ad Infinitum Stipendium[4]

## Regie- und Drehbucharbeit

### Regie am Theater (Auswahl)
- 2019 Landschaft im Sturz – Stückentwicklung, HfS Ernst Busch Berlin[33]
- 2019 Film and Theatre Summer Camp in Kooperation mit NGO SWISS4SYRIA und Filmemacher Leonard Frederic Caspari, Sour Libanon[11]
- 2019 IM SCHNEE (AT) – Stückentwicklung, FLUGWERK ENSEMBLE, FLUGWERK Berlin[34]
- 2018 Fragments of a Universe – interdisziplinäre Ausstellung[35] und Offene Proben mit dem FLUGWERK ENSEMBLE[36], GRUPO OITO[37], Zé de Paiva & Kathleen Kunath[38] and Beate Honsell-Weiß[39], FLUGWERK Berlin
- 2018 CULPAGAN – Videoinstallation, Theater&Tapas, ehemalige Frauengefängnis Lichterfelde SOEHT 7Berlin[40]
- 2017 Gunger Hames – Stückentwicklung, BAT Berlin[41]
- 2016 a vast country – interdisziplinäre Ausstellung, Complex23 Heilbronn[42]
- 2015 - 16 YOLO oder ich will keinen oktopus über die bühne robben sehen – Stückentwicklung von Autoren David Heering and Eva Bormann, Theater Heilbronn[43]
- 2015 FLUCHTPUNKT BERLINER PLATZ – begehbare Installation, Theater Heilbronn[44]
- 2013 Hamlet Komplex – Stückentwicklung nach Heiner Müller / Shakespeare, HMT Rostock / 1. Platz HMT-Interdisziplinär[45]
- 2012 Hysterikon – nach Ingrid Lausund, Maxim Gorki Theater Osterfestival Berlin[46]

### Regie Film (Auswahl)
- 2018 INTERVIEW – Kurzfilm in Kooperation mit NGO SWISS4SYRIA, Libanon[47]
- 2016 CHAMPIONS – Kurzfilm in Kooperation mit Filmemacher Bahman Ghobadi, Irak[48]

### Künstlerische Interventionen / künstlerisch soziale Projekte
2016 drehte Anastasija als Regisseurin den Kurzfilm „CHAMPIONS“ in Zusammenarbeit mit dem iranischen Filmemacher Bahman Ghobadi im Irak. Dieser wurde auf internationalen Festivals nominiert und prämiert, darunter dem Human Rights Film Festival San Sebastian oder dem Diritto al Corto in Rom. 2018 folgte ihr zweiter Kurzfilm INTERVIEW der in Zusammenarbeit mit der Schweizer NGO SWISS4SYRIA entstand und im Süden Libanons gedreht wurde. Hierfür produzierten und komponierten die Beermann Brothers den Soundtrack.

### Auszeichnungen / Nominierungen – Regie (Auswahl)
- 2017 Preisträgerin Diritto Al Corto Roma für „CHAMPIONS“[50]
- 2017 Best Human Rights Bucharest Short Film Festival für „CHAMPIONS“[48]
- 2017 Nominierung XV Festival de Cine y Derechos Humanos (San Sebastian) mit „CHAMPIONS“[49]